# The Complete Wooden Nickel Recordings
The Complete Wooden Nickel Recordings è un album di raccolta del gruppo rock statunitense Styx, pubblicato nel 2005.

## Tracce

### Disco 1
1. Movement for the Common Man – 13:11
2. Right Away – 3:40
3. What Has Come Between Us – 4:53
4. Best Thing – 3:13
5. Quick Is the Beat of My Heart – 3:49
6. After You Leave Me – 4:00
7. You Need Love – 3:47
8. Lady – 2:58
9. A Day – 8:24
10. You Better Ask – 3:55
11. Little Fugue In 'G' – 1:19
12. Father O.S. A. – 7:10
13. Earl of Roseland – 4:41
14. I'm Gonna Make You Feel It – 2:23
15. Unfinished Song – 2:59

### Disco 2
1. Witch Wolf – 3:57
2. The Grove of Eglantine – 5:00
3. Young Man – 4:45
4. As Bad As This + Plexiglas Toilet – 6:10
5. Winner Take All – 3:10
6. 22 Years – 3:39
7. Jonas Psalter – 4:41
8. The Serpent Is Rising – 4:55
9. Krakatoa – 1:36
10. Hallelujah Chorus – 2:14
11. Rock & Roll Feeling – 3:02
12. Havin' a Ball – 3:53
13. Golden Lark – 3:23
14. A Song for Suzanne – 5:15
15. A Man Like Me – 2:57
16. Lies – 2:41
17. Evil Eyes – 4:02
18. Southern Woman – 3:10
19. Christopher, Mr. Christopher – 4:02
20. Man of Miracles – 4:55

## Formazione
- Dennis DeYoung - tastiera, voce
- James Young - chitarra, voce
- Chuck Panozzo - basso
- John Panozzo - batteria
- John Curulewski - chitarra, voce, tastiera